# Atipamézole
L'atipamézole est un α2-antagoniste utilisé en médecine vétérinaire pour antagoniser les α2-agonistes. Il peut également servir d'antidote lors d'intoxications à l'amitraze (utilisé notamment dans le traitement de l'infestation par Demodex sp.).

## Utilisation / Posologie
L'atipamézole inhibe les récepteurs α2-adrénergiques et contre ainsi les effets des α2-agonistes. L'atipamézole diminue la pression sanguine, rétablit les paramètres cardio-pulmonaires et annihile leur effet sédanalgésique.
Chez le chien et le chat, l'atipamézole est utilisé à la dose de 50  à   400 μg·kg-1 par voie intramusculaire. Pour antagoniser la médétomidine, il est recommandé d'injecter le même volume d'atipamézole que de médétomidine.
L'atipamézole s'administre au moins 15 à 20 minutes après l'administration d'α2-agoniste.

## Effets secondaires / Contre-indications
L'atipamézole induit une levée de l'inhibition du système nerveux sympathique et peut provoquer des vomissements, de la diarrhée, tachycardie, tachypnée, hypersalivation et excitation.
Aucune contre-indication absolue n'a été identifiée.

## Interactions médicamenteuses
Il est déconseillé d'administrer des α1-bloquants en raison de la potentielle action de l'atipamézole sur les récepteurs adrénergiques α1.